# Les yeux de sa mère
Les yeux de sa mère è un film del 2011 diretto da Thierry Klifa.

## Trama
Mathieu Roussel, scrittore al soldo di uno scandaloso editore, si infiltra nella vita della famosa giornalista televisiva Lena Weber e di sua figlia Maria Canalès, celebre ballerina, per scrivere, a loro insaputa, una biografia non autorizzata. Nel frattempo, in Bretagna, Bruno, ventenne appassionato di boxe, è ben lungi dal sospettare le conseguenze che tutta questa storia avrà sulla sua esistenza.